# Drávapiski, Baranya
Drávapiski este un sat în districtul Siklós, județul Baranya, Ungaria, având o populație de 109 locuitori (2011). 

## Demografie
Componența etnică a satului Drávapiski
     Maghiari (81,13%)
     Romi (18,87%)
Componența confesională a satului Drávapiski
     Romano-catolici (54,13%)
     Reformați (14,68%)
     Fără religie (7,34%)
     Necunoscută (23,85%)
Conform recensământului din 2011, satul Drávapiski avea 109 locuitori. Din punct de vedere etnic, majoritatea locuitorilor (81,13%) erau maghiari, cu o minoritate de romi (18,87%).  Din punct de vedere confesional, majoritatea locuitorilor (54,13%) erau romano-catolici, existând și minorități de reformați (14,68%) și persoane fără religie (7,34%). Pentru 23,85% din locuitori nu este cunoscută apartenența confesională.